# Estreito de La Pérouse

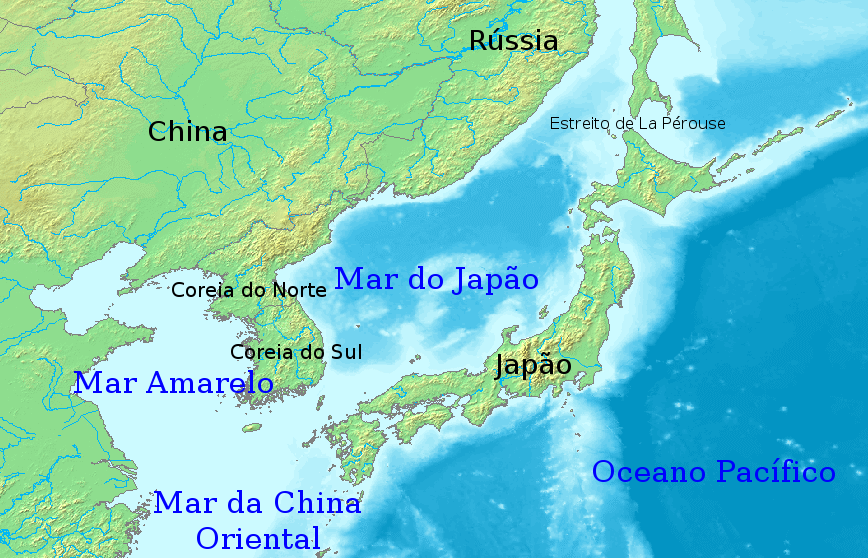
Localização do estreito de La Pérouse

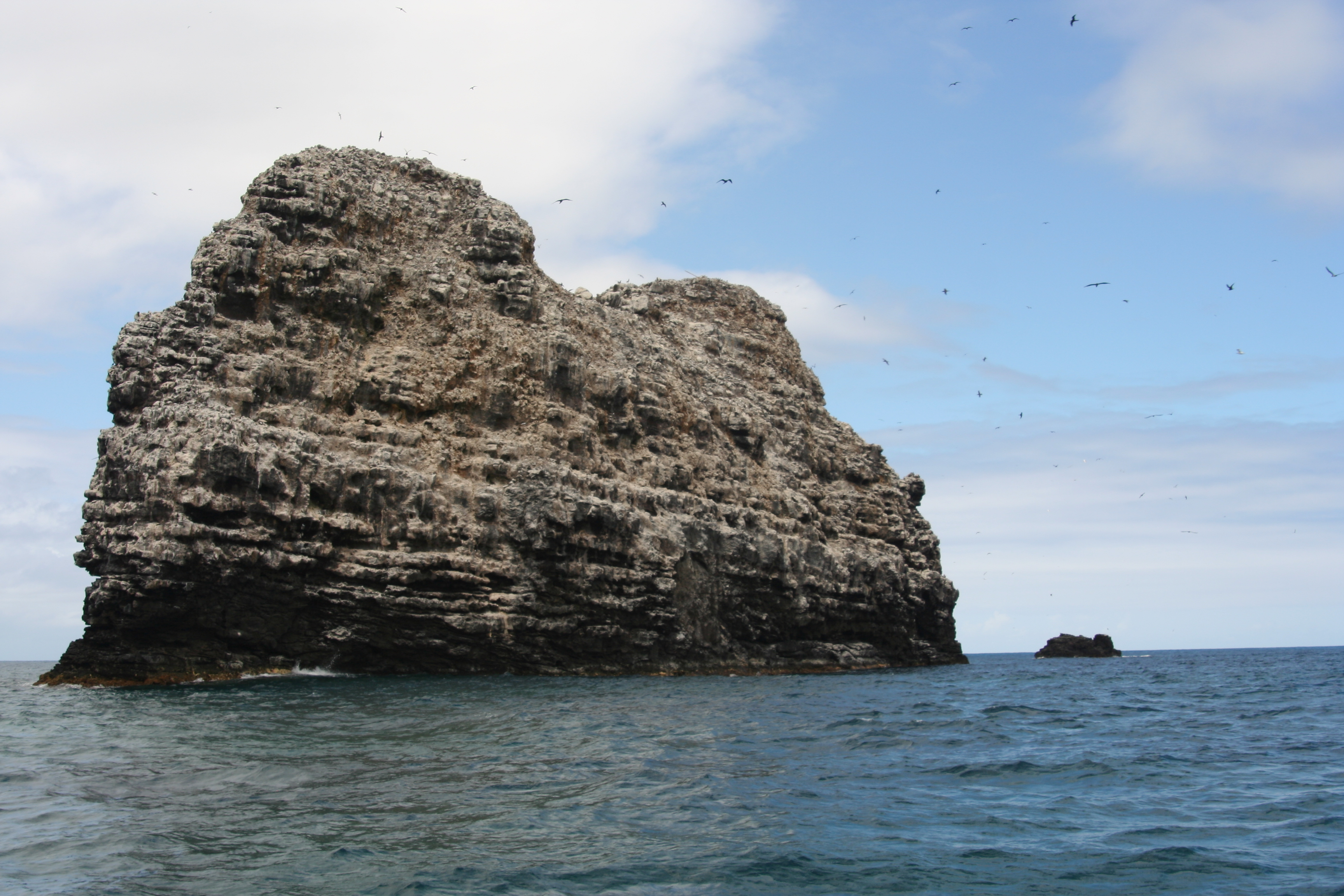
Uma ilha no estreito de La Pérouse

O estreito de La Pérouse (em japonês estreito de Sōya 宗谷海峡) é um estreito que separa a parte sul da ilha russa de Sacalina da parte norte da ilha japonesa de Hocaido, unindo o mar do Japão a oeste, com o mar de Ocótsqui a leste. Tem uma extensão de cerca de 40 km e uma profundidade entre os 20 e os 40 metros.
Este estreito foi designado com o nome de Jean-François de La Pérouse, que explorou esta zona em 1787.